# Bouyon
Pour les articles homonymes, voir Bouyon (homonymie).
Bouyon est une commune française située dans le département des Alpes-Maritimes en région Provence-Alpes-Côte d'Azur.

## Géographie

### Localisation
Située à 35 km au nord-ouest de Nice, Bouyon se trouve à une altitude moyenne de 650 m.

### Géologie et relief
Village perché, son territoire est composé de reliefs de montagne appartenant aux contreforts du Cheiron à l'ouest (point culminant 1 224 m à la crête de Perrière), s'abaissant au nord vers la vallée de l'Estéron (en limite de la commune) à 173 m et au centre avec le vallon de Bouyon pour remonter au sud avec l'adrech de Berdine (946 m).

### Sismicité
Le village a été détruit en partie par le Séisme du 23 février 1887 en Ligurie.
Commune située dans une zone de sismicité moyenne.

### Hydrographie et les eaux souterraines
- Rivière l'Estéron.

### Climat
Pour des articles plus généraux, voir Climat de Provence-Alpes-Côte d'Azur et Climat des Alpes-Maritimes.
En 2010, le climat de la commune est de type climat méditerranéen altéré, selon une étude du Centre national de la recherche scientifique s'appuyant sur une série de données couvrant la période 1971-2000. En 2020, Météo-France publie une typologie des climats de la France métropolitaine dans laquelle la commune est exposée à un climat méditerranéen et est dans la région climatique  Var, Alpes-Maritimes, caractérisée par une pluviométrie abondante en automne et en hiver (250 à 300 mm en automne), un très bon ensoleillement en été (fraction d’insolation > 75 %), un hiver doux (8 °C) et peu de brouillards. 
Pour la période 1971-2000, la température annuelle moyenne est de 13,7 °C, avec une amplitude thermique annuelle de 15,7 °C. Le cumul annuel moyen de précipitations est de 1 035 mm, avec 5,6 jours de précipitations en janvier et 3,6 jours en juillet. Pour la période 1991-2020, la température moyenne annuelle observée sur la station météorologique de Météo-France la plus proche, « Levens », sur la commune de Levens à 9 km à vol d'oiseau, est de 12,9 °C et le cumul annuel moyen de précipitations est de 982,1 mm. 
La température maximale relevée sur cette station est de 35,1 °C, atteinte le 28 juin 2019 ; la température minimale est de −7,8 °C, atteinte le 6 février 2012,,. 
Les paramètres climatiques de la commune ont été estimés pour le milieu du siècle (2041-2070) selon différents scénarios d'émission de gaz à effet de serre à partir des nouvelles projections climatiques de référence DRIAS-2020. Ils sont consultables sur un site dédié publié par Météo-France en novembre 2022.

### Voies de communications et transports

#### Voies routières
- RD 1 depuis Les Ferres, Le Broc[10], Nice
- RD 8 depuis Bézaudun-les-Alpes.

#### Transports en commun
- Transport en Provence-Alpes-Côte d'Azur
  - Envibus[11].

### Intercommunalité
Commune membre de la Communauté d'agglomération Sophia Antipolis.

## Urbanisme

### Typologie
Au 1er janvier 2024, Bouyon est catégorisée commune rurale à habitat dispersé, selon la nouvelle grille communale de densité à 7 niveaux définie par l'Insee en 2022.
Elle est située hors unité urbaine. Par ailleurs la commune fait partie de l'aire d'attraction de Nice, dont elle est une commune de la couronne,. Cette aire, qui regroupe 100 communes, est catégorisée dans les aires de 200 000 à moins de 700 000 habitants,.

### Occupation des sols
L'occupation des sols de la commune, telle qu'elle ressort de la base de données européenne d’occupation biophysique des sols Corine Land Cover (CLC), est marquée par l'importance des forêts et milieux semi-naturels (91,3 % en 2018), une proportion identique à celle de 1990 (91,3 %). La répartition détaillée en 2018 est la suivante :
forêts (56,8 %), milieux à végétation arbustive et/ou herbacée (32,3 %), zones agricoles hétérogènes (8,7 %), espaces ouverts, sans ou avec peu de végétation (2,2 %).
L'évolution de l’occupation des sols de la commune et de ses infrastructures peut être observée sur les différentes représentations cartographiques du territoire : la carte de Cassini (XVIIIe siècle), la carte d'état-major (1820-1866) et les cartes ou photos aériennes de l'IGN pour la période actuelle (1950 à aujourd'hui).

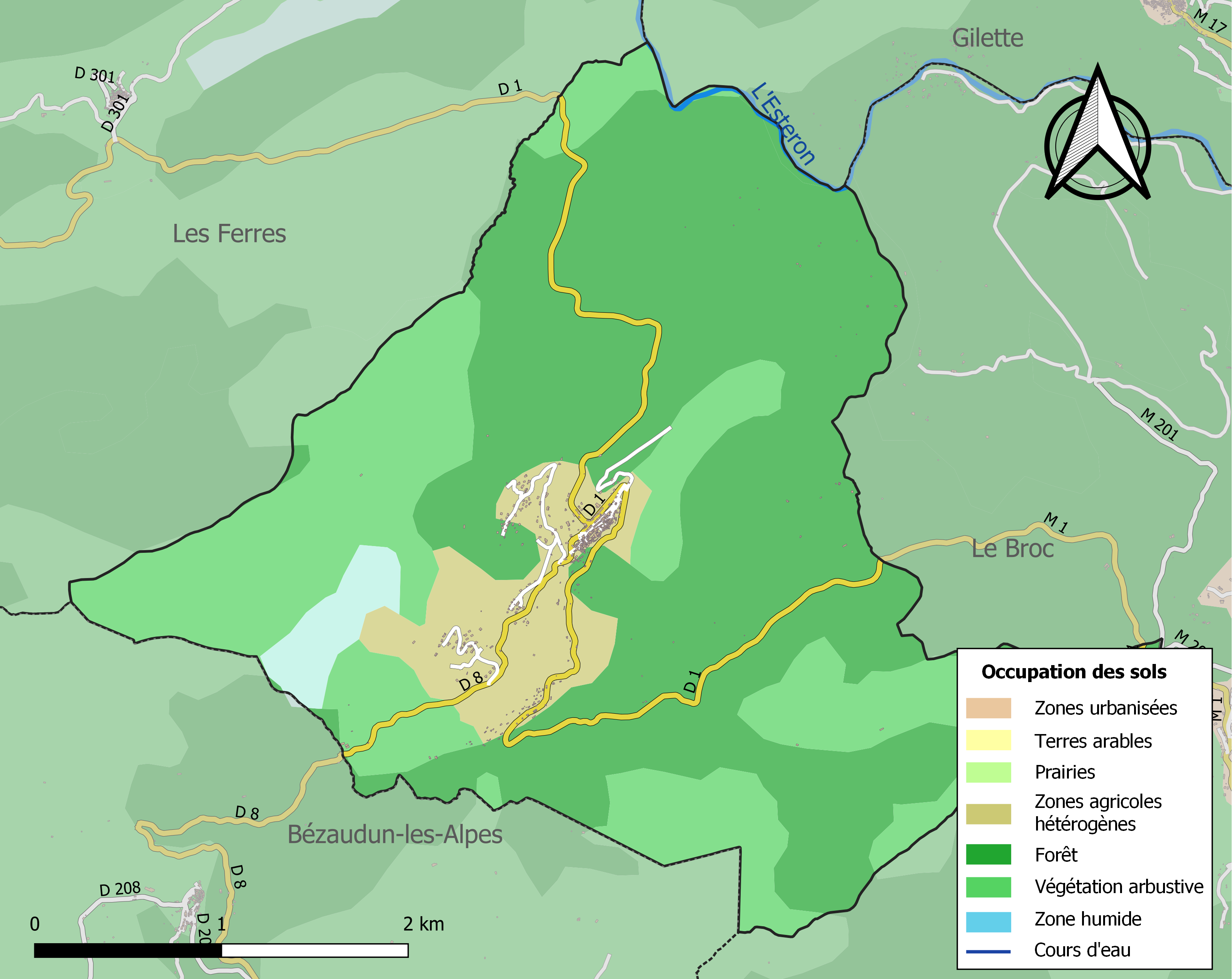
Carte de l'occupation des sols de la commune en 2018 (CLC).

## Toponymie

### Attestations anciennes
Le toponyme latin Buzidonis (au génitif), ou Buzido (à l'ablatif), apparaît le 21 août 1155 dans le cartulaire de l’abbaye de Lérins, à l’occasion d’une donation de biens faite par un certain Bertrannus Engilranus, de Coursegoules, au monastère :
Donatio bonorum, in territorio Corsegolis, Buzidonis, Besalduni et Alagaudae, a Bertranno Engilranno monasterio Lirinensi facta.
Donation de biens, sur les territoires de Coursegoules, Bouyon, Bézaudun et La Gaude, faite par Bertrannus Engilranus au monastère de Lérins.
En 1664, La Chorographie ou Description de Provence et l'histoire chronologique du même pays, du sieur Honoré Bouche, mentionne le « Castrum de Bosisone » (château de Bouyon) dans un dénombrement des villages de Provence qu’il date vers l’an 1200, dans le registre pergamenorum, aux Archives du Roy en la ville d’Aix. Il précise au lecteur qu'il s'agit de Bojon, aux Etats du Duc de Sauoye (sur la dernière ligne).
Un peu plus tard, un certain P. de Boisesono paraphe, en tant que témoin, dans le cartulaire de Lérins aux sixièmes calendes d’avril (soit le 12 mars) 1238.
On trouve ensuite la forme Boysono (à l'ablatif) dans le manuscrit B 1054 des Archives départementales des Bouches-du Rhône, daté de 1333 et relatif aux droits du roi de Naples et comte de Provence, Robert d'Anjou, dans la viguerie de Grasse et le bailliage de Villeneuve et Vence.
En 1496, une « Déclaration sur la précédence de la viguerie de Sospel sur celle de Barcelone » adressée en latin au duc Philippe de Savoie nous apprend que les nobles Petrus de Briga, Pontius Laugeri et Porzetus Berardi sont co-seigneurs de Boiono.
En 1604, Boyon est mentionné dans le procès-verbal (en français) des visites pastorales de Mgr Pierre du Vair, évêque de Vence.
Publiée en 1680, la Carta generale de Stati di Sua Altezza Reale de Giovanni Tommaso Borgonio fait, en italien, mention de la paroisse de Boion, orthographiée Bojon dans sa version corrigée de 1772.

Toujours en italien, dans les années 1750, le Contrôle général des Finances de Turin utilise le nom Boyone. 
En français, Boyon cède le pas à Bouyon dans les registres paroissiaux au cours des années 1770. Le registre des baptêmes, mariages et sépultures de la paroisse est à cet égard éloquent, présentant, planche 53, Boyon en page de gauche pour 1773, et Bouyon à droite pour 1774.

Au tournant du XIXe, Bouyon s’impose dans la littérature administrative, quand bien même quelques anomalies peuvent ponctuellement perdurer : l’injustifiable Bouylon , ou Bouyſon, de la carte de Cassini est une erreur manifeste tandis que le fond de carte utilisé par le Conseil d’Etat pour présenter la division des Alpes-Maritimes en 1800 est anachronique et non-sourcé. L’un et l’autre sont contredits par le recensement de 1793, dit Copie de l’an II, et les Arrêtés de réduction des justices de paix, publiés en 1801, qui ne témoignent déjà plus que d’un seul toponyme : Bouyon.
En 1866, dans son Armorial des communes de Provence, Louis de Bresc précise que Bouyon se dit “quelquefois” Boyon, et Bouyoun “en langue du pays”.

Enfin, dans les années 1880, l’entrée Bouioun du Tresor dóu Felibrige recense encore d’autres formes, sans toutefois présenter de sources : 
BOUIOUN (rom. Boion, b. lat. Boyo, Boysono, Bosiono, Bozisone, Bisodono). n. de l. Bouyon (Var), village qui porte dans ses armes un poids de romaine, bouioun. 

### Étymologie
D'après Ernest Nègre :
En pays de langue d'oc, buxetum donne le nom commun boissset [sic], bouisset « lieu plein de buis ». Aussi la plupart des NL [noms de lieux] méridionaux du type Boisset, avec ou sans article, peuvent être considérés comme de l'époque dialectale.
[...]
Bouyon, Alpes-Mar., in Buzido, 1155, de Bosisone, v. 1200, qui est le NL [nom de lieu] Boisset + suff. dim. -on : -t- entre voyelles devient -d-, puis -z-, puis disparaît.
André Compan adopte la même hypothèse :
Il s’agit plus simplement du latin * buxetum, de buxus, buis, et suff. -onem, avec chute intervocalique propre au nissart.

## Histoire
Seigneurie des Laugier en 1351, puis pour partie des Grimaldi (seigneurs Grimaldi de Bouyon) relevant ainsi du comté de Provence de 1364 à 1385.
En 1385, il passa aux mains de Charles de Duras et en 1388 Bouyon devint territoire savoyard.

Ce n'est qu'avec le traité de Turin, en 1760, qu'il revint en Provence. Il avait pour cela, d’après les Archives départementales des Alpes-Maritimes, fait l'objet d'un inventaire sommaire relayé dans une "Note des écritures laissées aux archives du roy à la disposition de M. le Baron Foncet le 21 août 1760" :
L'état du village et terroir de Bouyon (comté de Nice, diocèse de Vence), mentionne (renseignements fournis par Alziary, notaire des Ferres) : 8 prêtres, 100 mulets, 30 bourriques, 20 paires de bœufs, 1 500 bêtes d'avérage, des cochons pour la provision ; il note que "la contrebande se fait sans risque d'un État à l'autre".
En 1790, il est rattaché au canton de Coursegoules.
Bouyon est détaché du département du Var avec la création du département des Alpes-Maritimes après l'annexion du comté de Nice par la France, le 24 mars 1860.
Émission de Radio-Nice, Partie 1 ‘’Visages et Villages’’, reportage à Bouyon – Fonds Francis Gag

## Politique et administration
| Période                                  | Période  | Identité               | Étiquette | Qualité                                                               |
| ---------------------------------------- | -------- | ---------------------- | --------- | --------------------------------------------------------------------- |
| Les données manquantes sont à compléter. |          |                        |           |                                                                       |
| 1929                                     |          | Félix Funel            |           |                                                                       |
| 1935                                     |          | Félix Funel            |           |                                                                       |
| 1953                                     | 1983     | Michel Salvadori       | DVD       | Conseiller général du canton de Coursegoules                          |
| 1983                                     | En cours | Jean Pierre Mascarelli | UMP-LR    | Ingénieur conseil Ancien conseiller général du canton de Coursegoules |

### Budget et fiscalité 2019
En 2019, le budget de la commune était constitué ainsi :
- total des produits de fonctionnement : 591 000 €, soit 1 137 € par habitant ;
- total des charges de fonctionnement : 542 000 €, soit 104 € par habitant ;
- total des ressources d'investissement : 438 000 €, soit 843 € par habitant ;
- total des emplois d'investissement : 593 000 €, soit 1 141 € par habitant ;
- endettement : 590 000 €, soit 1 134 € par habitant.

Avec les taux de fiscalité suivants :
- taxe d'habitation : 14,74 % ;
- taxe foncière sur les propriétés bâties : 15,75 % ;
- taxe foncière sur les propriétés non bâties : 82,06 % ;
- taxe additionnelle à la taxe foncière sur les propriétés non bâties : 0,00 % ;
- cotisation foncière des entreprises : 0,00 %.

Chiffres clés Revenus et pauvreté des ménages en 2017 : médiane en 2017 du revenu disponible, par unité de consommation : 20 110 €.

## Population et société

### Démographie

#### Évolution démographique
Ses habitants sont appelés les Bouyonnais.
L'évolution du nombre d'habitants est connue à travers les recensements de la population effectués dans la commune depuis 1793. Pour les communes de moins de 10 000 habitants, une enquête de recensement portant sur toute la population est réalisée tous les cinq ans, les populations de référence des années intermédiaires étant quant à elles estimées par interpolation ou extrapolation. Pour la commune, le premier recensement exhaustif entrant dans le cadre du nouveau dispositif a été réalisé en 2008.

En 2022, la commune comptait 550 habitants, en évolution de +6,59 % par rapport à 2016 (Alpes-Maritimes : +2,85 %, France hors Mayotte : +2,11 %).
| 1793 | 1800 | 1806 | 1821 | 1831 | 1836 | 1841 | 1846 | 1851 |
| ---- | ---- | ---- | ---- | ---- | ---- | ---- | ---- | ---- |
| 302  | 442  | 500  | 504  | 529  | 600  | 621  | 640  | 648  |

| 1856 | 1861 | 1866 | 1872 | 1876 | 1881 | 1886 | 1891 | 1896 |
| ---- | ---- | ---- | ---- | ---- | ---- | ---- | ---- | ---- |
| 594  | 492  | 464  | 442  | 426  | 390  | 377  | 333  | 326  |

| 1901 | 1906 | 1911 | 1921 | 1926 | 1931 | 1936 | 1946 | 1954 |
| ---- | ---- | ---- | ---- | ---- | ---- | ---- | ---- | ---- |
| 301  | 258  | 272  | 195  | 186  | 173  | 185  | 180  | 229  |

| 1962 | 1968 | 1975 | 1982 | 1990 | 1999 | 2006 | 2008 | 2013 |
| ---- | ---- | ---- | ---- | ---- | ---- | ---- | ---- | ---- |
| 288  | 157  | 202  | 229  | 243  | 352  | 436  | 460  | 485  |

| 2018 | 2022 | - | - | - | - | - | - | - |
| ---- | ---- | - | - | - | - | - | - | - |
| 560  | 550  | - | - | - | - | - | - | - |

### Enseignement
Établissements d'enseignements :
- École maternelle,
- École primaire[46],
- Collèges à Carros, Saint-Martin-du-Var, Saint-Jeannet,
- Lycées à Vence.

### Santé
Professionnels et établissements de santé :
- Médecins à Bouyon, Gilette, Carros,
- Pharmacies à Gilette, Carros,
- Hôpitaux à Saint-Jeannet.

### Cultes
- Culte catholique, Notre-Dame de l'Assomption-Sainte Trophime[48],

### Manifestations culturelles et festivités
Fin mai ou début juin, la « Procession aux Limaces » se déroule dans les rues et places de Bouyon. Celles-ci sont éclairées par des milliers de bougies et des coquilles d'escargots (limaces) remplies d'huile (calen) avec une mèche. Des oratoires sont érigés où la procession fait halte pour prier. Cette procession remonte à très loin dans le temps, à l'origine elle était faite pour prier afin que la récolte des olives soit bonne.

### Film tourné en partie sur Bouyon
Il s'agit du film Le Saut de l'ange dont les scènes concernant la cérémonie à l'église et l'enterrement, censées se dérouler dans un village Corse, ont été tournées dans les rues et le cimetière de Bouyon.

## Économie

### Entreprises et commerces

#### Agriculture
- La Fromagerie de la Chèvre Blanche[49].
- La Cueillette Provençale, agriculteur[50].
- Terrasses cultivées en jardins potagers[51].

#### Tourisme
- Hébergement La Maison Barnoin. Location de chambres à la nuitée. Établissement ouvert à l'année[52].
- Snack, pizzeria.
- Piscine de Bouyon. La piscine et son snack ouvrent leurs portes chaque été.

#### Commerces
- Commerces et services de proximité[53].

## Culture locale et patrimoine

### Lieux et monuments

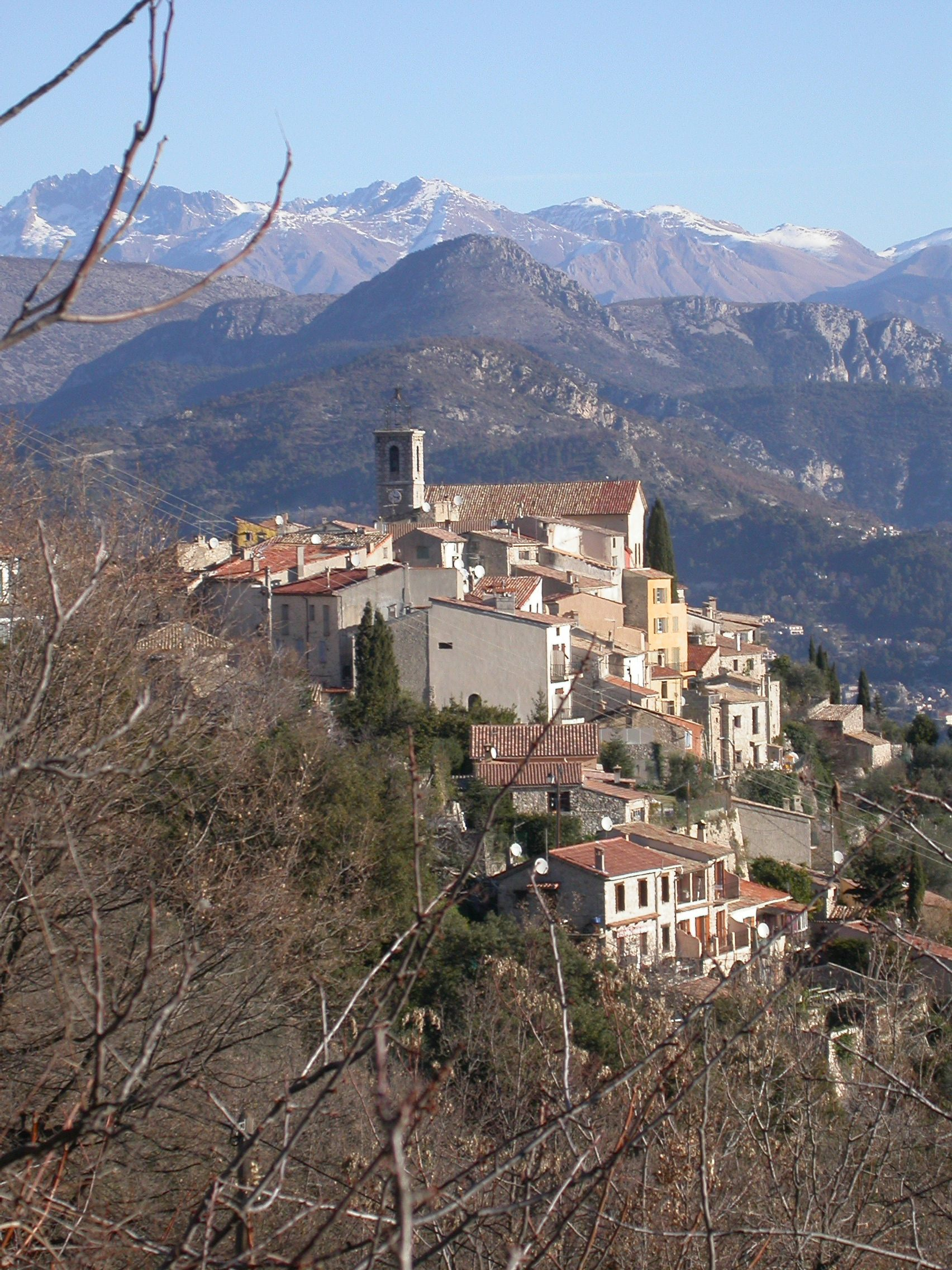
Bouyon vue de la route de Bézaudun.

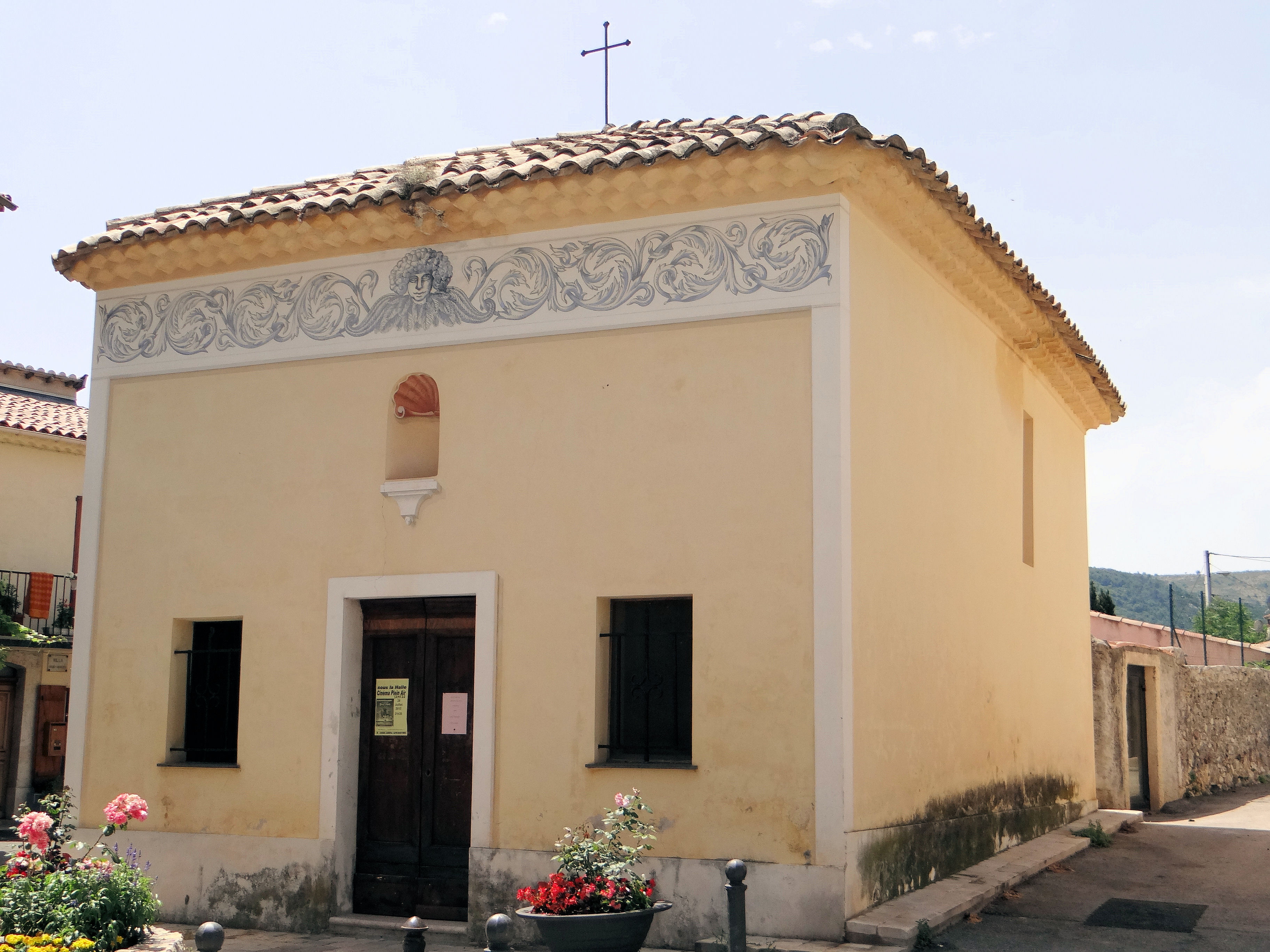
Chapelle Saint-Roch.

Patrimoine religieux :
- Église Saint-Trophime[54] : la paroisse de Bouyon est mentionnée dès 1312. En 1683, saint Trophime en est déclaré le patron (dans l'église, buste en bois polychrome de 1683 le représentant - ce buste renferme ses reliques). En 1787, l'église est consacrée à Notre Dame de l'Assomption, d'où son nom de « Saint-Trophime et Notre Dame de l'Assomption »[55]. Après le tremblement de terre de 1887 elle est entièrement reconstruite entre 1889 et 1891[56]. On peut y découvrir un très beau retable de la Vierge du XVe siècle à l'huile sur bois.
  - Retable de la Vierge (vers 1450) : à l'huile sur bois (tilleul) parfois attribué à l'artiste niçois Jacques Durandi (Jacopo Durandi, vers 1400-1469) (dimensions h = 184 - l = 150)[57].
- Chapelle Saint-Pons : construite en 1602 (date gravée dans une pierre de l'arc de façade), anciennement dédiée au Saint-Sépulcre[58], elle est la plus ancienne de la commune[59].
- Chapelle Saint-Roch[60] : date de 1714[61]. Elle a été construite à l'entrée ouest du village pour éradiquer l'épidémie de peste qui sévit dans la région au début du XVIIIe siècle : en 1673 la paroisse de Bouyon comptait environ 470 personnes. La chapelle abrite un tableau représentant Dieu envoyant à saint Roch le fléau de la peste. Ce saint protecteur intercède alors en faveur des humains[62].
- Chapelle Saint-Bernardin des Pénitents Blancs[63].
- Monument aux morts[64] : Conflits commémorés : Guerre franco-allemande de 1914-1918 - 1939-1945[65],[66].

Autres patrimoines :
- Four à pain communal[67] : il date du début du XXe siècle. On peut voir sur sa façade le blason du village[68].
- Pontis : des maisons ont remplacé les remparts primitifs et quatre des anciens accès au village médiéval sont des passages sous maisons. Ce type de construction est fréquent dans de nombreux villages. Il permet, outre un gain de place, d'avoir des façades en continuité.

Pontis de Bouyon.
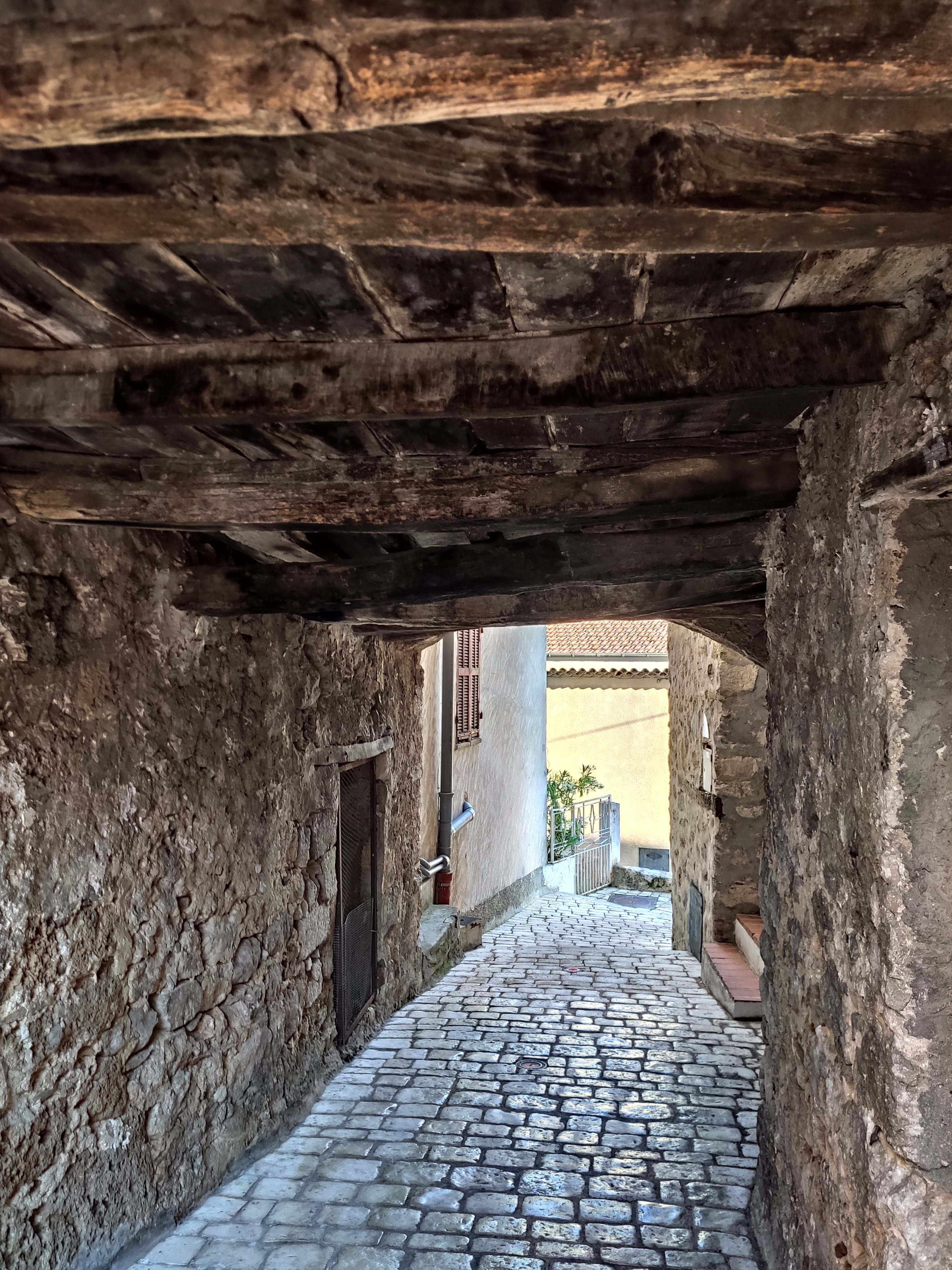
Rue des Remparts.
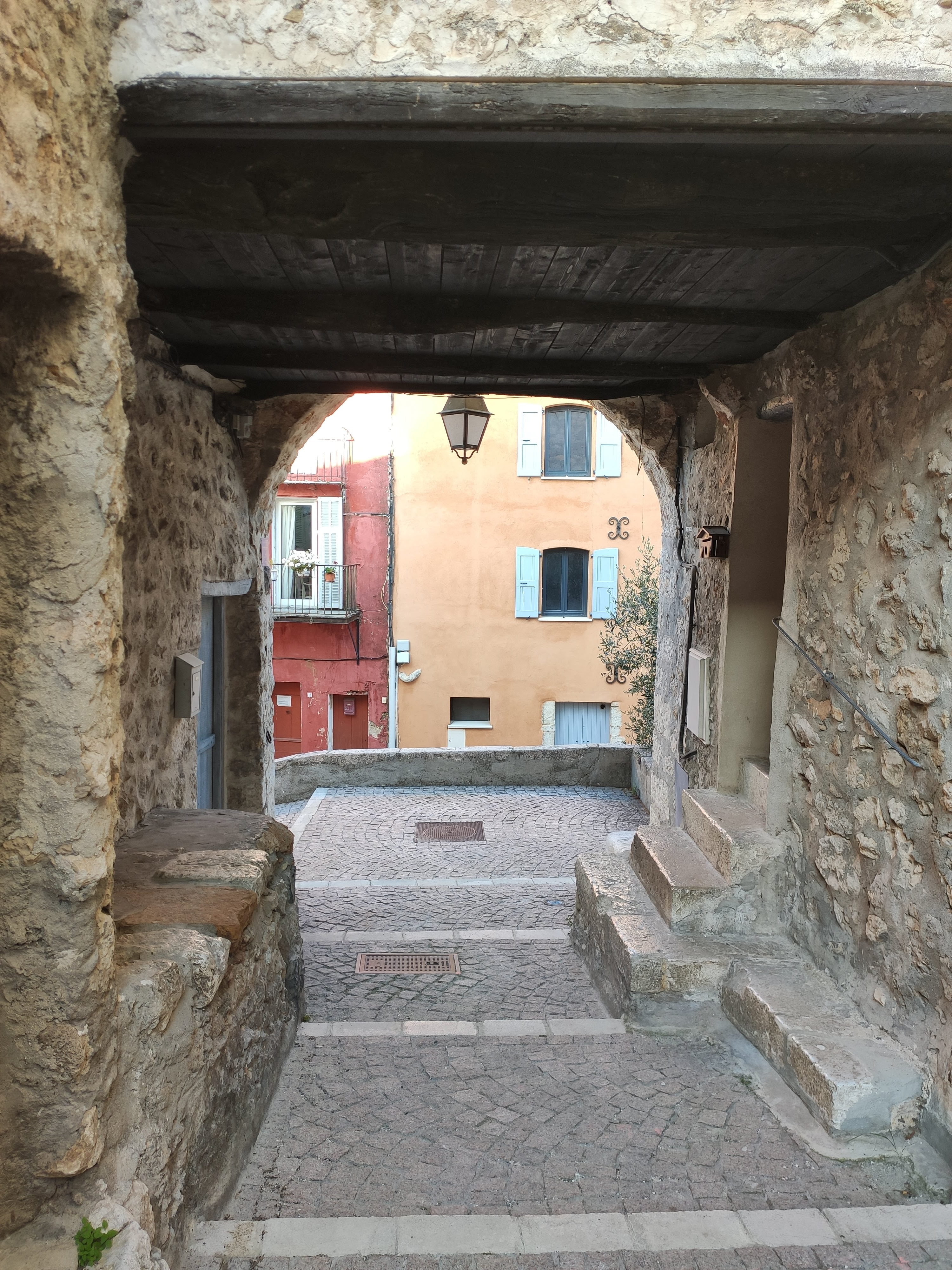
Montée du Four.
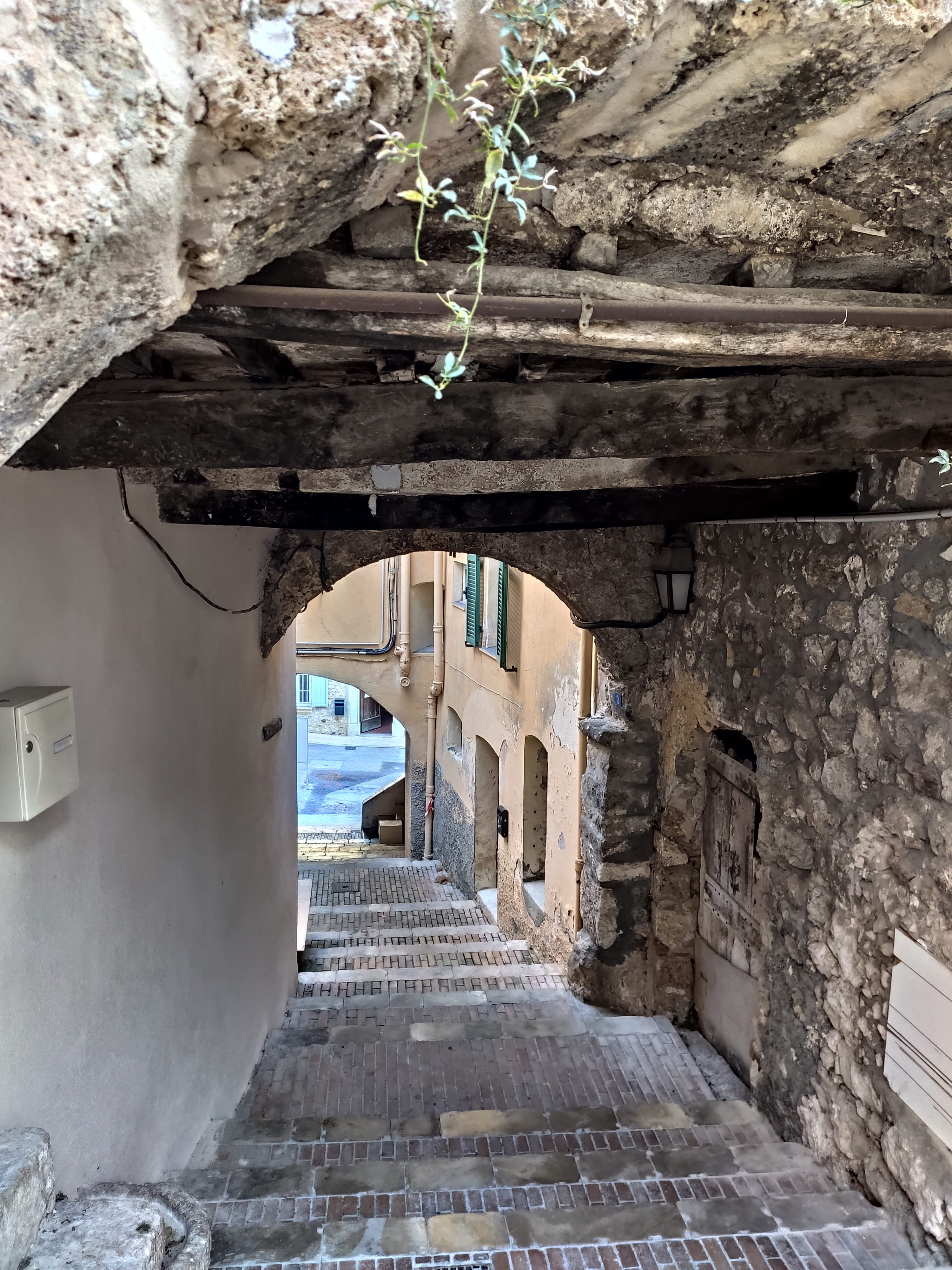
Montée du Pontis.

- Place de la Fontaine : cette fontaine en calcaire[69], a été construite en 1822 par l'entreprise Lombardini sur les plans de l'architecte Goby[70]. C'est par une délibération du 12 mai 1882 que le conseil municipal (maire Giraudy) a décidé sa construction. Elle devait au départ être implantée contre une des maisons de la place de Tourre. Devant le refus des propriétaires et moyennant un surplus de 28 000 francs, elle est édifiée au centre de la place devenue depuis place de la Fontaine.

## Héraldique
| Blason de Bouyon | Blason  | D’argent au peson de gueules.                    |
| Blason de Bouyon | Détails | Le statut officiel du blason reste à déterminer. |